# Pittosporum flocculosum
Pittosporum flocculosum är en tvåhjärtbladig växtart som först beskrevs av Wilhelm B. Hillebrand och som fick sitt nu gällande namn av Earl Edward Sherff.
Pittosporum flocculosum ingår i släktet Pittosporum och familjen Pittosporaceae. Inga underarter finns listade i Catalogue of Life.